# Rigadin cambrioleur
Pour plus de détails, voir Fiche technique et Distribution.
Rigadin cambrioleur est un film muet français réalisé par Georges Monca, sorti en 1911.

## Synopsis
Rigadin choisit par facilité, la voie de la délinquance et devient cambrioleur. Après avoir dérobé dans une banque une liasse de billets de mille francs, il poursuit ses exploits par une visite nocturne dans une maison de maître. Mais il ne s'attendait pas à être témoin d'un drame : les propriétaires viennent de commettre l'irréparable par leur double suicide à la suite d'une faillite. Le couple a obstrué toutes les issues et, assis de chaque côté de leur poêle, ils respirent les émanations  d’oxyde de carbone qui s’en dégagent. Rigadin, suffoqué, veut ouvrir les fenêtres, mais un revolver braqué sur lui, l’immobilise. Les époux ont repris connaissance et comprenant la situation, menacent Rigadin qui n'a pas d'autre choix que de sortir un billet de mille francs pour sauver sa vie. Mais les désespérés refusent par un mouvement négatif de la tête. Rigadin sort alors toute sa liasse, ce qui parvient à convaincre ses hôtes. Aussitôt, le mari ouvre la fenêtre tandis que la femme serre fortement la précieuse liasse. Et, notre voleur, abusé par ceux qu’il voulait dévaliser, s’en retourne pitoyablement. Tel est pris qui croyait prendre.

## Fiche technique
- Titre : Rigadin cambrioleur
- Réalisation : Georges Monca
- Scénario : Max et Alex Fischer
- Photographie :
- Affiche :
- Montage :
- Société de production : Société cinématographique des auteurs et gens de lettres  (SCAGL)
- Société de distribution : Pathé Frères
- Pays d'origine :  France
- Langue : film muet avec les intertitres en français
- Métrage : 160 mètres
- Format : Noir et blanc — 35 mm — 1,33:1 — Muet
- Genre :  Comédie
- Durée : 5 minutes et 20 secondes
- Dates de sortie : 
  - France : 28 juillet 1911

## Distribution
- Charles Prince : Rigadin
- Amélie Diéterle
- Armand Lurville
- Édouard Delmy
- Louis Brunais
- Gaston Prika

## Galerie
| - Georges Monca, réalisateur. - Max et Alex Fischer, scénaristes. - Charles Prince, acteur. - Amélie Diéterle, actrice. |

### Articles de l'encyclopédie
- Liste de films français sortis en 1911
- Histoire du cinéma

#### Base de données
- VIAF
- BnF (données)
- WorldCat

- Ressources relatives à l'audiovisuel :   - Ciné-Ressources
  - IMDb